# Общонароден комитет за защита на националните интереси
Общонародният комитет за защита на националните интереси (ОКЗНИ) е българска националистическа политическа партия, създадена на 7 януари 1990 г. Сред учредителите на организацията, а по-късно и неин говорител е бъдещият президент на България – Георги Първанов, известен в службите с агентурното си име „ГОЦЕ“. В различни периоди председатели на ОКЗНИ са Добромир Задгорски – от 1993 г. и Минчо Минчев, щатен служител в ДС и депутат от коалицията на БСП в 36-ия парламент. Добромир Задгорски е вербуван за агент като студент през 1984 г. от Шесто управление на ДС под псевдонима „РОМАН“.
Според проф. д-р Искра Баева създаването на организацията, както и на формираното 3 дни по-рано на Движение за права и свободи (ДПС) е пряка последица от взетото на 29 декември от ЦК на БКП решение да се върнат имената на българските мюсюлмани. ОКЗНИ се обявява против ДПС и възстановяването на имената на българските турци.